# Yan He
Yan He är ett vattendrag i Kina. Det ligger i provinsen Shaanxi, i den nordvästra delen av landet, omkring 280 kilometer nordost om provinshuvudstaden Xi'an.
Genomsnittlig årsnederbörd är 780 millimeter. Den regnigaste månaden är juli, med i genomsnitt 242 mm nederbörd, och den torraste är december, med 2 mm nederbörd.